# Lucilia pionia
Lucilia pionia este o specie de muște din genul Lucilia, familia Calliphoridae, descrisă de Walker în anul 1849. Conform Catalogue of Life specia Lucilia pionia nu are subspecii cunoscute.